# Загальний каталог туманностей і скупчень зір
Зага́льний катало́г тума́нностей і зо́ряних ску́пчень (іноді — просто Загальний каталог, від англ. General Catalogue of Nebulae and Clusters of Stars) був опублікований Джоном Гершелем 1864 року. Містить близько 5000 об'єктів, половину з яких спостерігав сам Джон, а другу половину — його батько Вільям.
1880 року Джон Людвіг Еміль Дрейер узяв цей каталог за основу для свого Нового загального каталогу (NGC).

## Історія
«Каталог туманностей і скупчень зір» (англ. Catalogue of Nebulae and Clusters of Stars) опублікував 1786 року Вільям Гершель у «Філософських працях Лондонського королівського товариства». 1789 року Гершель додав ще 1000 записів і, нарешті, ще 500 1802 року. Таким чином він довів загальну кількість записів до 2500. Значну частину роботи над каталогом виконала сестра Вільяма Гершеля — Кароліна Гершель, хоч її ім'я як співавторки не було вказане. Цей каталог поклав початок використанню літер і каталогових номерів як ідентифікаторів. Кожний об'єкт у каталозі позначено великою літерою «H», за якою йде номер запису в каталозі.
1864 року син Вільяма Гершеля Джон розширив працю батька до «Загального каталогу туманностей і скупчень зір» (англ. General Catalogue of Nebulae and Clusters of Stars). «Загальний каталог» містив 5079 записів. Додаткове видання каталогу опубліковано посмертно під назвою «Загальний каталог 10300 кратних і подвійних зір». Об'єкти позначалися маленькою літерою «h», за якою йшов номер у каталозі.
1878 року Джон Людвіг Еміль Дреєр опублікував додаток до «Загального каталогу». 1886 року він запропонував створити другий додаток до Генерального каталогу, але Королівське астрономічне товариство попросило Дреєра скласти нову версію. Це привело до публікації Нового загального каталогу (NGC) 1888 році та двох його розширень, Індексних каталогів (IC) у 1895 та 1908 роках.